# JR貨物DF200形ディーゼル機関車
DF200形ディーゼル機関車（DF200がたディーゼルきかんしゃ）は、日本貨物鉄道（JR貨物）が1992年（平成4年）から製作した電気式ディーゼル機関車。
本項では、2013年（平成25年）から九州旅客鉄道（JR九州）が導入した同型機（DF200形7000番台）についても記述する。

## 概要
幹線における電化区間の割合が低い北海道においては、無煙化以降の貨物輸送は電化・非電化区間の区別なくDD51形を主力としてきた。JR移行後の輸送量増大や貨物列車の高速化に対し、DD51形の出力不足で恒常的に重連での運用を要したことに加え、北海道の厳しい気候風土による車両の老朽化も顕在化してきた。これを受け、重連運転の解消と老朽車両の置換えを目的として開発されたのが本形式である。
公募により"ECO-POWER RED BEAR"（エコパワーレッドベア）という愛称がつけられ、車体側面にロゴが描かれた。なお、JR貨物が設計・開発したディーゼル機関車で愛称がつけられたのは本形式のみである。
国鉄では1981年（昭和56年）10月に製造したDE15形ディーゼル機関車（1546号機）以降ディーゼル機関車の新製は途絶えており、JR貨物で1992年（平成4年）9月に入籍した本形式の901号機は、国鉄 - JRでは11年ぶりの新製ディーゼル機関車である。
1994年鉄道友の会ローレル賞（第34回）受賞。

## 構造

### 車体
車体は前面を＜の形に傾斜させた20 m級の箱型である。重連運転は想定されず、正面に貫通扉はない。屋根高さを車両限界いっぱいの4 mにして機器類の艤装空間を確保している。側面より見て車体中央部に放熱器・冷却ファンなどの冷却系統、その両隣に動力源となる機関と発電機のセットを搭載し、主変換装置・補助電源装置など電気系統機器は運転台の真後ろに各々配置される。機器配置はおおむね前後対称である。運転室の前後方向の寸法が小さく、乗務員扉は側面向かって左側のものは車体中央付近に設けられ、右側のものは運転室に設ける点対称の配置である。JR貨物所属車の外部塗色は濃・淡グレーと朱色の組み合わせによる。

#### 動力伝達方式
動力伝達方式は従来の主流であった液体式ではなく、国鉄DF50形以来の電気式（ディーゼル・エレクトリック方式）として設計された。これは増大した出力に対応する大容量液体変速機の研究・開発が国鉄DE50形の試作を最後に中止されて久しいことと、VVVFインバータ制御など、長足の進歩を遂げた電気機器を採用することで、駆動系の小型化と保守の軽減が図れるためである。

#### 機関

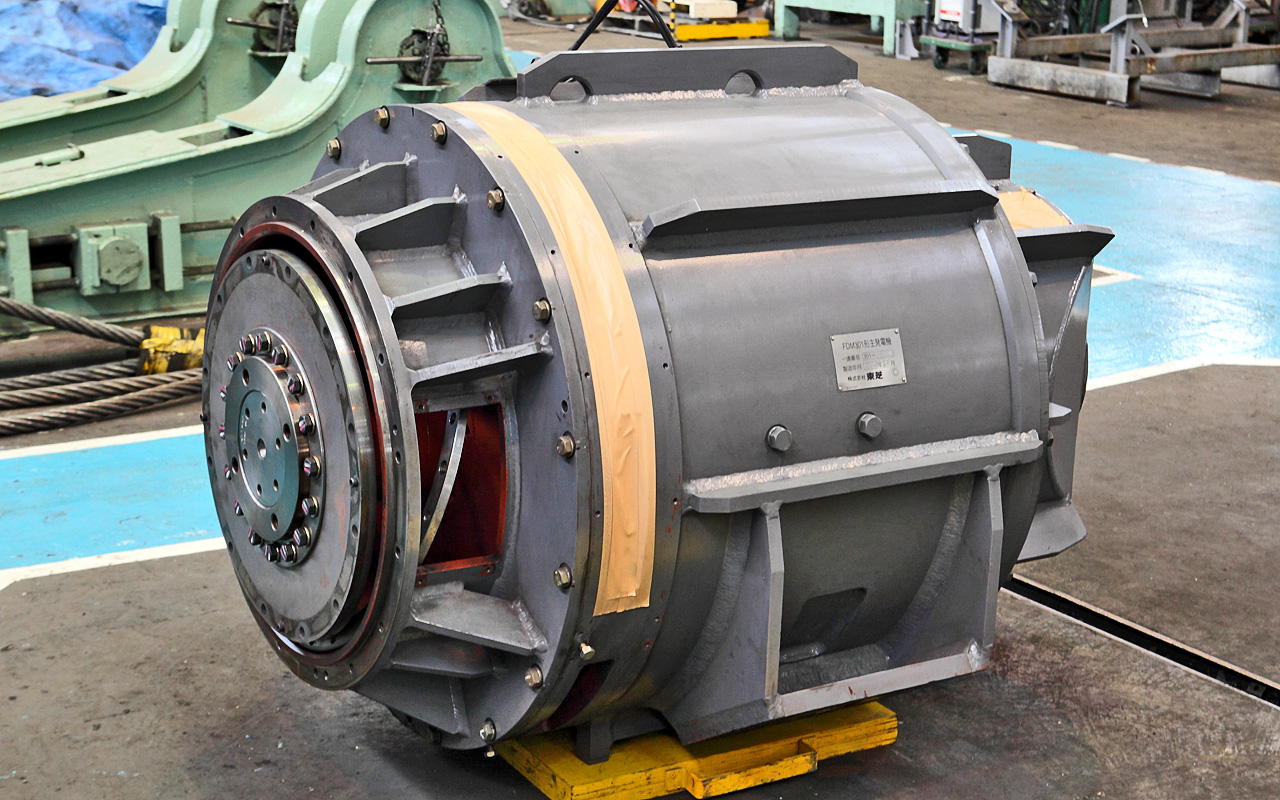
FDM301形 同期発電機

主機関として、ツインターボ・インタークーラー付きV型12気筒ディーゼル機関を2基搭載する。これは、同じくV型12気筒ディーゼル機関を搭載する国鉄DD51形と比べてエンジン排気量が61.1 Lから46.3 Lへとダウンサイジングされ小型高出力化が図られており（排気量あたりの出力はDML61Zのおよそ2.2倍になる）、これにより、エンジン・発電機・主変換装置・主電動機を含めたパワーユニットの小型化に貢献している。初期の車両はドイツ・MTU社製12V396TE14形（定格出力1,700 PS / 1,800 rpm）が採用されたが、50番台以降はJR貨物・JR九州所属車ともコマツ製SDA12V170-1形（定格出力 1,800 PS / 1,800 rpm、最大出力 2,071 PS / 2,100 rpm）に変更されている。これはDD51のB更新工事車に搭載されている、同社製SA12V170-1（1,100 PS / 1,500 rpm）のアフタークーラをデュアルサーキット化したものである。発電機は各エンジンにつき1つずつ、計2基搭載されており、全車が東芝製FDM301形、自己通風冷却回転界磁式ブラシレス同期発電機（連続定格出力 1550 kVA/1,800 rpm）となっている。
車体長を詰めながら表面積を稼ぐため、1エンジンあたり2枚の冷却器を前後視でV字形に配置し、上方に設けられたファン1基とで一つのモジュールを形作るようになっており、それを2組搭載している。冷却ファンの駆動は従来の静油圧式を止めて電動式とし、モジュール全体を容量の大きな箱状としたことでDD51のシュラウドと比べて通気抵抗も低減している。
主回路電機品、補助電源装置、モニタリングシステムなど電機品は、すべて東芝製となっている。

### 主電動機
主電動機はかご形三相誘導電動機FMT100形(連続定格 320 kW)を6基搭載する。1個のインバータで1個の主電動機を制御する1C1M方式の個別制御システムにより、定格の動輪周出力はDD51形の1.5倍となり、平坦線で110 km/h以上の均衡速度（800 t牽引時）を維持することができる。6軸駆動となったことで、起動時の粘着安定性も向上した。主電動機の装架方式は国鉄・JRの電気機関車で汎用的に用いられる「吊り掛け式」で、動軸への動力伝達は主電動機回転子軸の小歯車と車軸側の大歯車の係合による1段歯車減速方式である。2群の機関・発電機を有することで、片機関故障時も主回路繋ぎ換えにより6軸駆動を保ち、速度は低下するものの登り勾配での起動力を維持することができる。
機関車本体用の単独ブレーキ（単弁）は電気指令式空気ブレーキを採用している。被牽引車両への編成ブレーキ（自弁）にはノッチ式のハンドル操作により、各ノッチで設定された圧力までブレーキ管圧力を減圧する自動空気ブレーキを採用している。また、自車が牽引される場合は牽引する機関車からの空気圧指令によりブレーキが作動する。ブレーキ設定器には単弁部と自弁部があり、ブレーキ操作はブレーキ指令器で演算された後にブレーキ制御装置へ出力している。発電ブレーキは30 km/h以上で作動するようになっており、その時には発電ブレーキのみでブレーキを掛けるが、編成ブレーキ力が不足と判断された場合には、機関車の空気ブレーキがフォローする仕組みとなっている。台車は枕ばねにダイヤフラム式の空気ばねを用いた軸梁式のボルスタレス台車のFDT100形（両端）FDT101形（中間）で、牽引力の伝達はZリンク方式である。基礎ブレーキ装置は片押し式踏面ブレーキで、ブレーキシリンダ・ブレーキテコと一体化して台車に装架するユニットブレーキである。軸重を抑えるため軽量化された本形式の台車構造は、後続の新形式機関車にも基本として用いられている。
耐寒・耐雪構造としては運転室では気密対策、暖房能力を向上させ前面窓ガラスは熱線入り、温風式デフロスタを装備。台車では砂マキ管の目詰り防止のため、電動機の排気熱による温風ヒーターを装備。ブレーキ装置では、車輪踏面と制輪子間に雪が噛込むのを防ぐために耐雪ブレーキ制御を行う。ブレーキ制御装置と除湿装置には保温ヒーターを装備する。
ATSはATS-SFを装備しているが、北海道でのATS-DNの装備が進んだことから、0番台の大半はATS-SFの機能を持ちながらもATS-DNと互換性のあるATS-DFに変更されている。この工事は2016年6月までに完了している。

## 番台別概説

### 900番台（試作機）

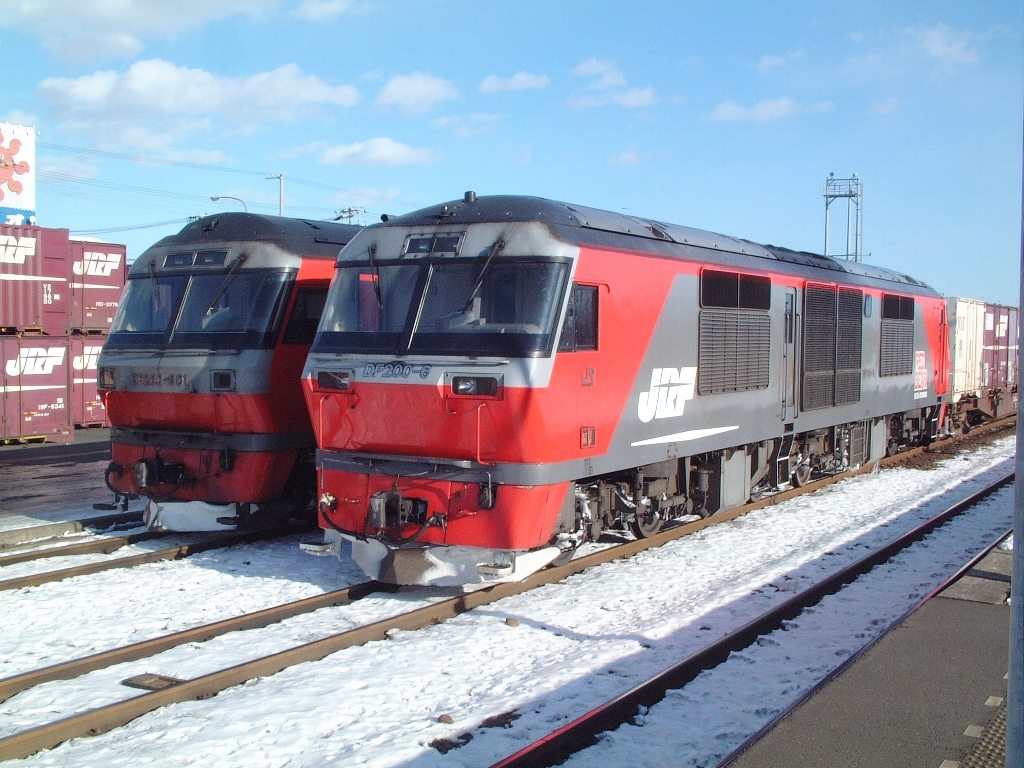
900番台（奥）と基本番台（手前）との前面形状の違い
（2008年1月 / 根室本線 新富士駅）

1992年3月に川崎重工業で落成し、9月に入籍した本形式の試作車で、車両番号は「901」。落成後の1992年4月以降、各種性能確認試験や勾配起動試験のほか、北海道内で使用することから冬季のブレーキ性能確認試験に供された。ブレーキ性能は大きな滑走もなく、優れたブレーキ力が確認された。試験完了後の1993年3月10日から五稜郭駅 - 札幌貨物ターミナル駅間で営業運転を開始した。
前照灯は正面窓上に4個設置され（ただし中央の2個のみ点灯）、運転台直下には標識灯のみを装備する。正面デザインは3面構成で、窓の傾斜角や塗り分けパターンも量産車とは異なる。排障器（スカート）は赤色。

車体側面には"INVERTER HIGH TECH LOCO"ロゴが描かれたが、後に赤紫色（コンテナレッド）のJRFロゴに変更、現在は白色のJRFロゴと"RED BEAR"のロゴが描かれる。

### 0番台

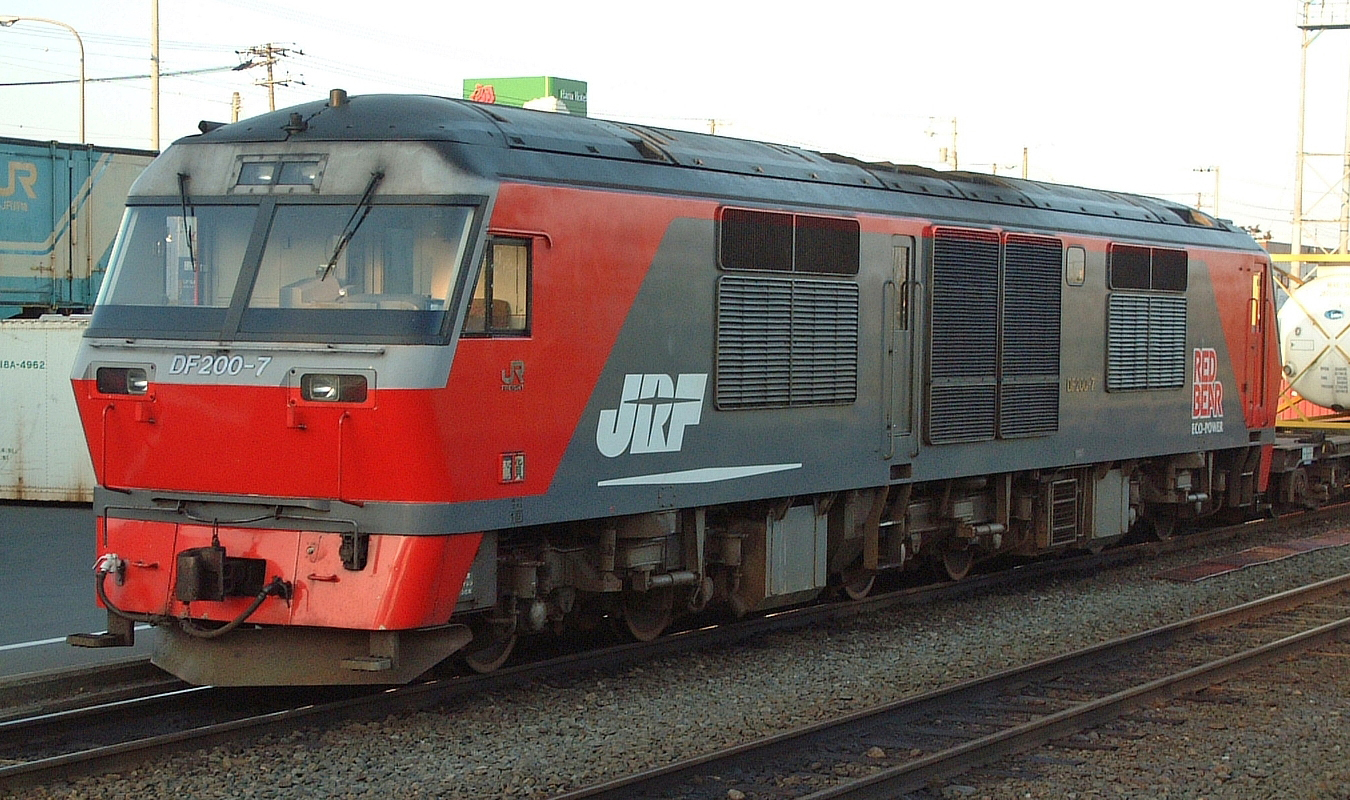
0番台DF200-7
（2007年6月 / 根室本線 新富士駅）

1994年9月から1998年3月にかけ、12両（1 - 12）が製造された。
試作車の試用結果を踏まえ製作された量産機である。
前照灯は正面窓上2個+運転台直下2個（標識灯と一体で設置）、正面は2面構成となり、塗り分けの変更とも相まって外観は大きく変化した。側面の室内出入口手すりの長さを上方に延長したほか、一部の換気口を省略した。保守性を考慮して、機器室内の蓄電池を点対称の配置から通路に沿って並べる構成とした。このため、空気圧縮機の位置が変更された。
試作機では運転室内にあった電子制御装置を機器室内の主変換装置と一体化した。
落成時、スカートは赤色、側面のJRFロゴは赤紫色であったが、10号機以降はスカートは灰色、JRFロゴは白色となった。近年は工場入場時にスカートの赤色化・JRFロゴの白色化、「ECO-POWER レッドベア」のマークの追加が施工されている。ただし、1-9号機に関しては、「レッドベア」のマークが付けられた後も、JRFロゴは従来の赤紫色のままの車両もあった。4号機からは台車に設置される空転防止用砂箱をセラジェット方式対応として小型化された（既存車も順次交換）。これは粒径約0.3 mmのセラミック細粒と珪砂の混合物を用いるもので、従来の天然砂に比べ使用量と材料費を節減できる。

本区分まではMTU製エンジンを搭載するが、10号機は後に50番台で採用されるコマツ製エンジン SDA12V170-1 を先行して搭載、試験を行った。現在はMTU製エンジンに換装されている。

### 50番台

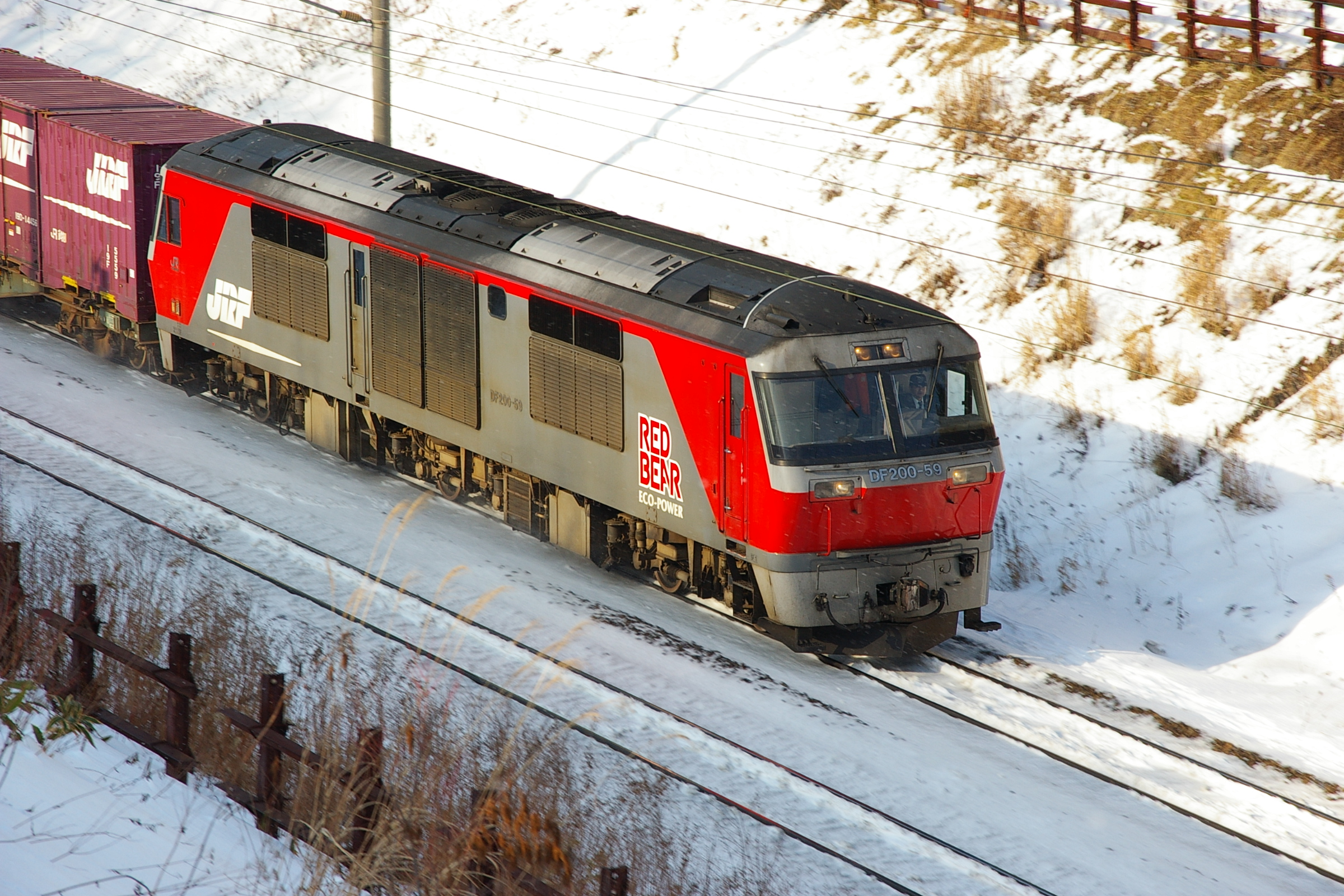
DF200-59
（千歳線 西の里信号場 - 上野幌駅）

1999年12月から2004年1月にかけ、13両（51 - 63）が製造された。区分上は5次量産車に該当する。

駆動用機関をコマツ製のSDA12V170-1形に変更した。これはDD51形のB更新工事施工車に搭載されたものと同系統で、部品の共通化による保守性向上を主目的とする。車体構造・台車・主要機器に変更はないが、製作途中で"RED BEAR"の愛称が決定し、車体に愛称のロゴが描かれる（既存機にも順次施工された）。スカートは灰色、JRFロゴは白色である。なお2017年6月8日に苗穂を出場した55号機からJRFロゴの撤去が行われている。

### 100番台

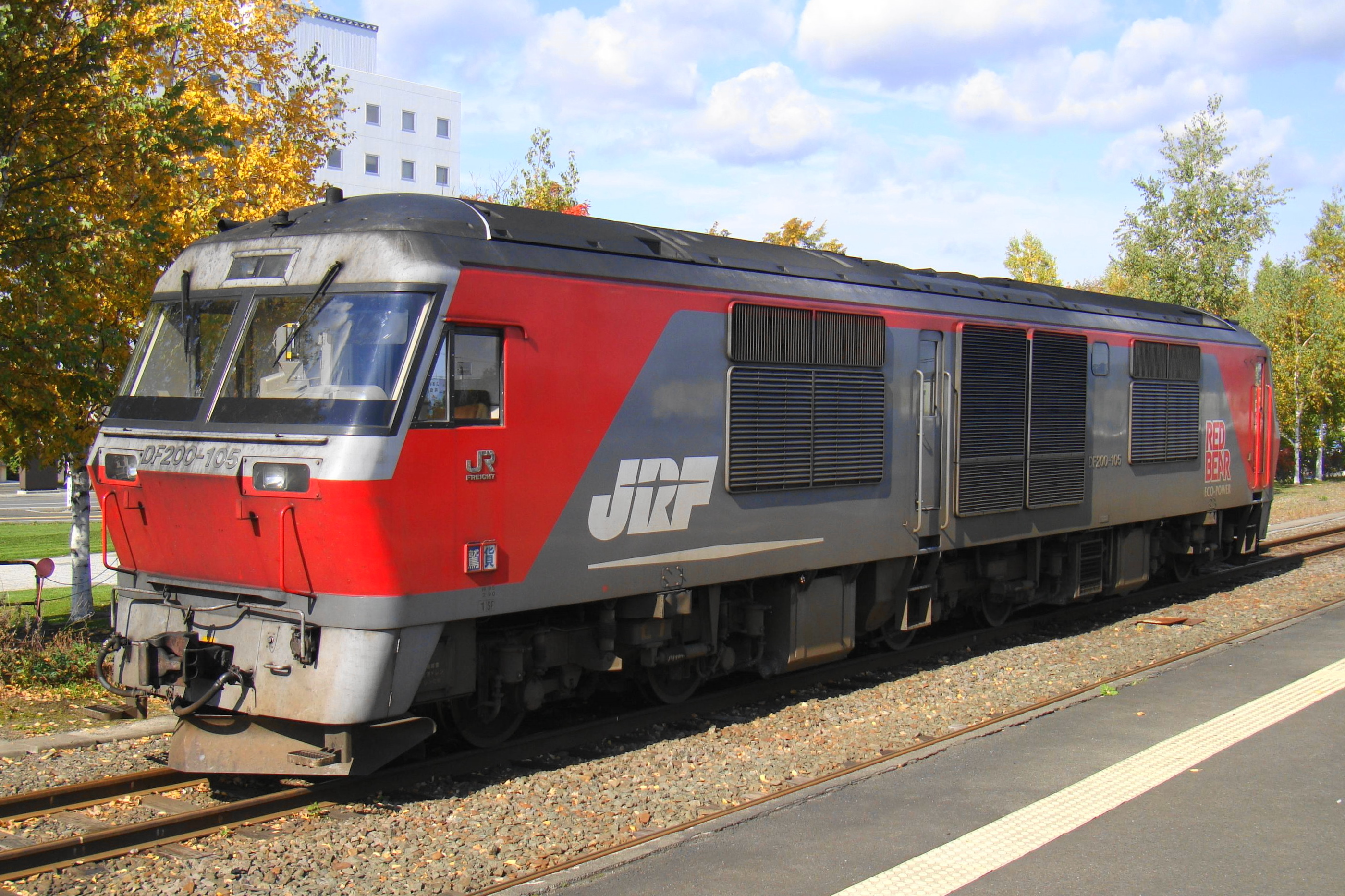
DF200-105
（根室本線 富良野駅）

2005年から2011年にかけ、23両（101 - 123）が製造された。

VVVFインバータのスイッチング素子をGTOサイリスタからIGBTに変更した。外観には大きな変更はなく、スカートは灰色、JRFロゴは白色である。

### 200番台

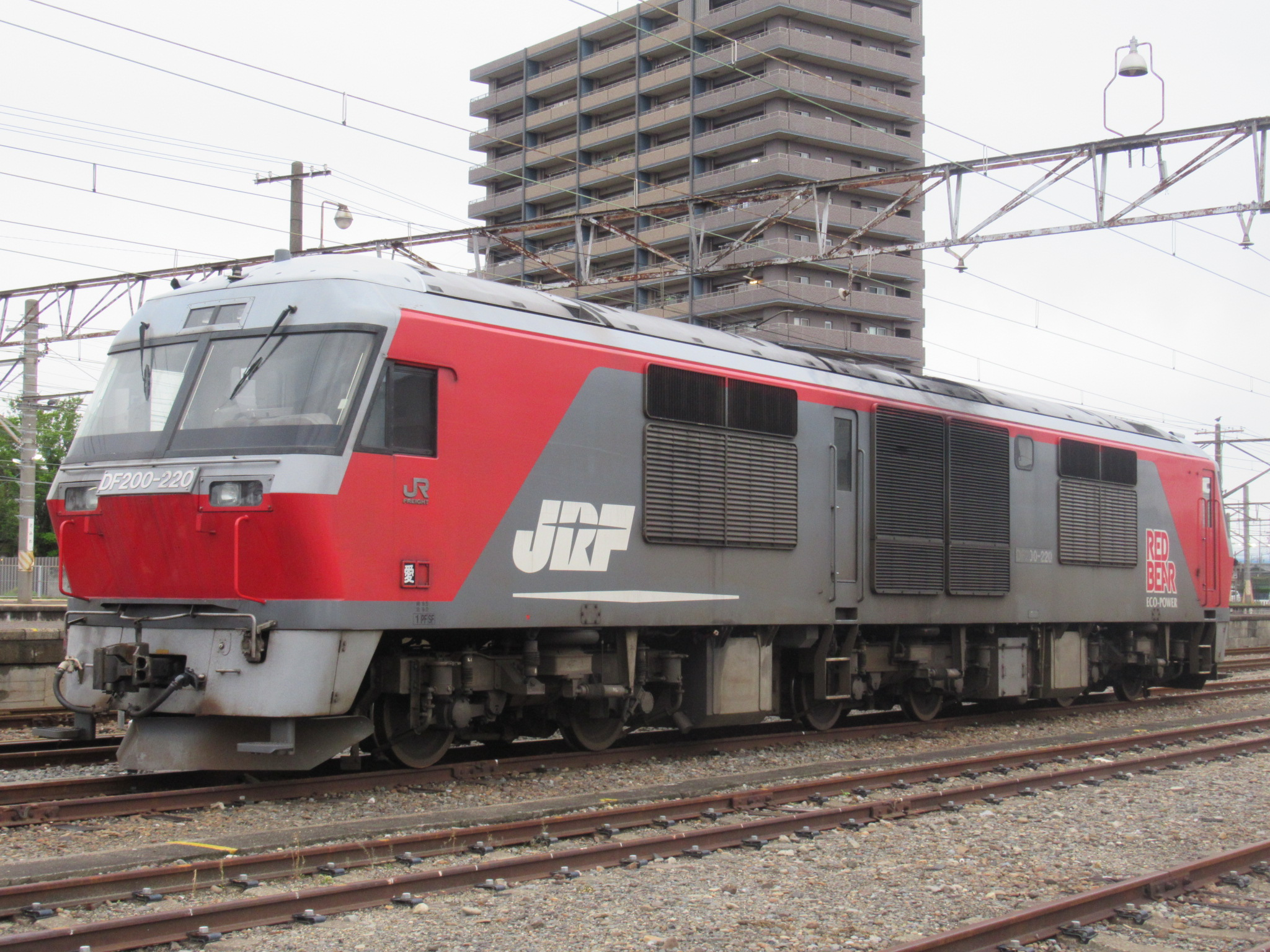
DF200-220
（関西本線 富田駅）

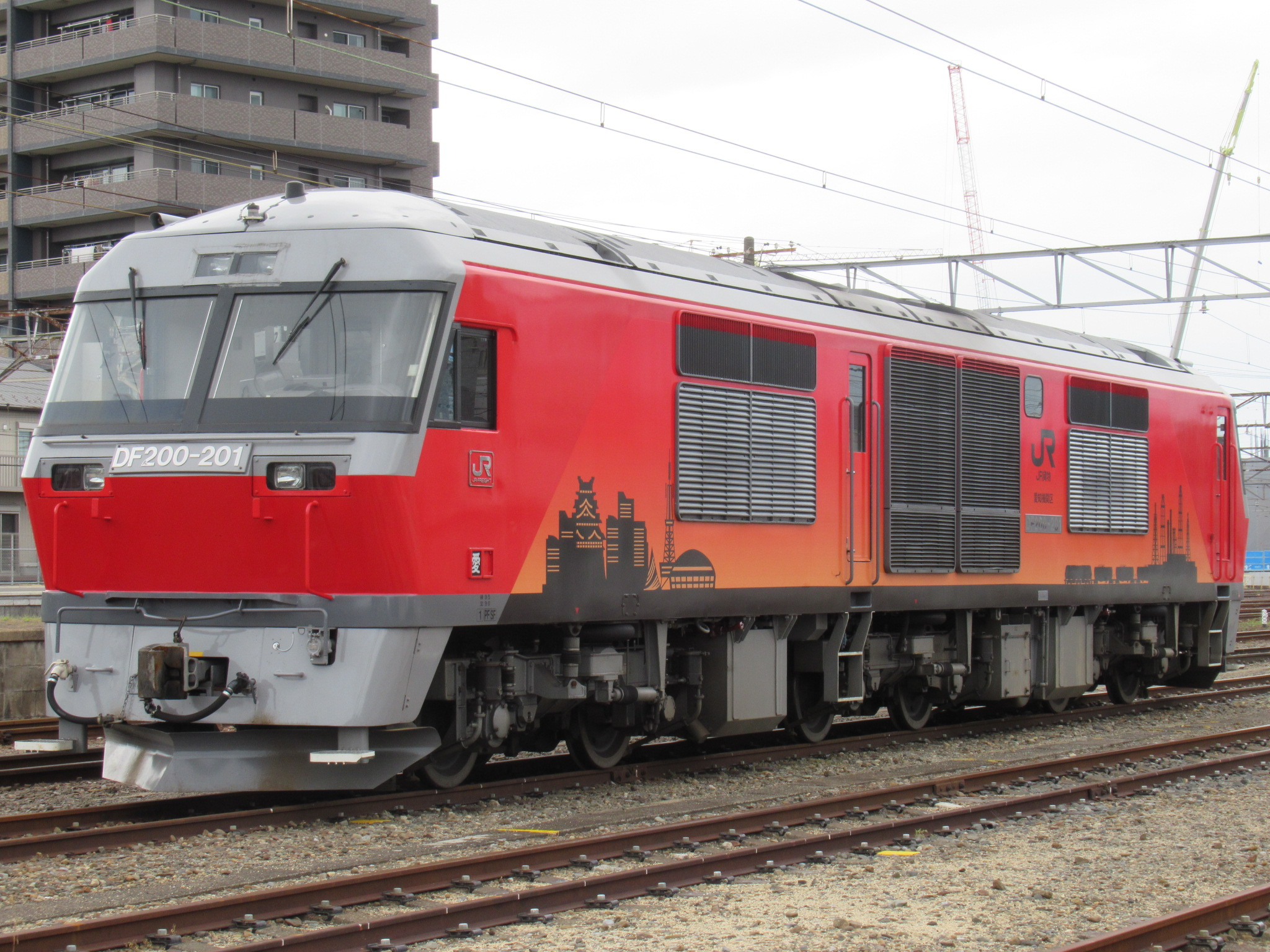
DF200-201 Ai-Me
（関西本線 富田駅）

2016年に登場した新たな番台区分。100番台機に防音強化等の改造を施したもの。
川崎重工業に入場していた123号機が改番され、223号機として2016年7月9日に出場したのを皮切りに、2017年以降に101・105・106・107・116・120・122号機もそれぞれ改番された。
改造を受けた全機が愛知機関区に配置された。保安装置などが変更されていることが車体表記から判別できる。

#### ラッピング車両
Ai-Me
2023年1月16日から201号機にラッピングが施され、一般公募による「Ai-Me（アイミー）」の愛称で運行を開始。
ウルド号
2024年3月下旬から207号機にウルフドッグス名古屋のラッピングが施され、「ウルド号」の愛称で運行が開始された。

### 7000番台

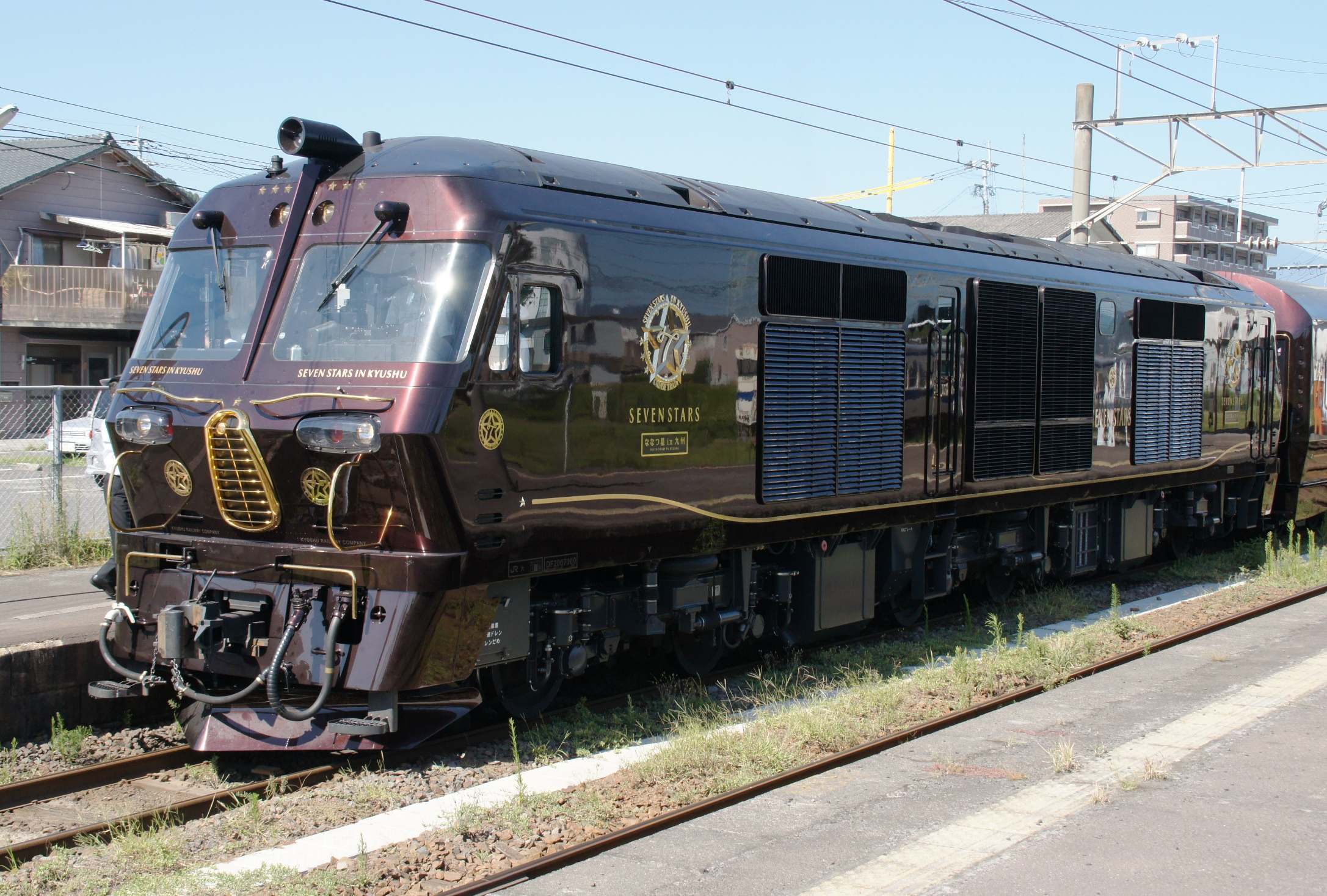
DF200-7000
（日豊本線 隼人駅）

九州旅客鉄道（JR九州）が2013年10月より運行を開始した豪華寝台列車（クルーズトレイン）「ななつ星 in 九州」の牽引機として、川崎重工業にて製造された。
当初は牽引する77系客車とともに、車体全面に黒色のラッピングフィルムが貼られていたが、2013年9月13日に報道公開された際に除去された。
外装は「古代漆」を基調とし、光沢のあるロイヤルワインレッドの塗色が施されている。灯火類や誘導員用手摺の形状などが改められているほか、車体側面と前面に金色の列車のエンブレムが、前面中央にダミーのグリルが取り付けられている。連結器はJR貨物所有機の自動連結器から密着自動連結器に変更され、スカート周りが従来車から前後に200mmずつ延長された事で全長が20,000mmとなった。これと共に連結器の緩衝器がダブルアクション式の緩衝器に改められ、列車引き出し時や制動時に客車に伝わる衝撃を緩和する機構が追加されているほか、正面向かって連結器の左上スカート部分に、並形自動連結器と連結するとき連結器の可動範囲を上下左右方向から左右方向に制約する切替レバーが設けられた。また排気ファンやサイレンサーなどに客車への騒音や振動を低減させる機能を強化するとともに、騒音の抑制が必要な場合にはエンジン1台の運転も行えるように改良されている。保安装置はJR九州管内で使用されているATS-DKを搭載。警笛は一般的なホイッスルに加え、JR九州自社発注車で実績のある電子ホーンを搭載。885系電車などでの車体傾斜実演時向けミュージックホーンも走行中含め吹奏可能。番台区分は「ななつ星」にちなんで7000番台としており、車両番号は7000であることも発表された。
2013年7月12日より単機での試運転を実施。8月15日より77系客車を牽引した試運転が行われ、10月15日に「ななつ星 in 九州」の営業運転が始まった。

## 運用

### JR貨物
新製開始以来全機がJR貨物鷲別機関区に配置されていたが、2014年8月30日付で鷲別機関区が廃止されたため、現在は40両が五稜郭機関区に、8両が愛知機関区に配置されている。
五稜郭機関区配置車は番台による区別なく、全機とも共通で運用される。投入当初は札幌貨物ターミナル駅 - 五稜郭駅・帯広貨物駅間の運用に充当されていたが、増備が進行した2008年度には根室本線の釧路貨物駅・宗谷本線の北旭川駅まで運用を拡大し、2013年度をもって北海道エリアでのDD51形の定期運用の置き換えが完了した。
これまで軸重の関係で行われていなかった石北本線での運用は、2012年度より複数回にわたり実施された試験運転を経て、2014年度から行われている。また、JR北海道所属のDD51形の運用離脱に伴い、2016年より団体臨時列車「カシオペアクルーズ」・「カシオペア紀行」の牽引も行っていた。ただし2017年2月をもって「カシオペアクルーズ」・「カシオペア紀行」の北海道への乗り入れが終了したため、DF200の旅客列車の牽引はわずかな期間に終わっている。
試作車である901号機は量産車と機器の構造・配置などが異なり、乗務員に対する講習を実施する必要等が生じるため、専ら函館貨物駅構内での入換仕業に充当されていたが、2023年度をもって除籍された。
製作実績は2007年度4両、2009年度5両であり、2010年3月31日までに延べ45両を製作している。2010年度は2両が製作され、2011年度をもってJR貨物での増備は終了した。なお、2012年（平成24年）2月16日に石勝線東追分駅付近で発生した脱線事故により、56号機が廃車となっているが、代替機の新造は行われていない。
また、関西本線で使用している老朽化したDD51形を置き換えるため、DF200形の改造を行って投入する計画が立てられた。この計画に基づき、2016年に123号機が川崎重工にて試作改造を施工されたのち、愛知機関区ヘ甲種輸送された。2017年3月4日のダイヤ改正から関西本線において定期運用が設定されるも、しばらくはDD51形による代走が続いていたが、2018年1月21日に塩浜駅まで試運転を実施し、同年2月1日より関西本線での運用を開始した。なお、末広橋梁を渡る四日市港線での運用はこれまで軸重の関係で行われていなかったが、2018年度より複数回にわたり実施された試運転を経て、こちらも2019年3月より行われている。
全般検査は苗穂車両所が担当しているが、MTU製エンジンは北海道三菱ふそう、コマツ製エンジンは愛知機関区で検査・修繕されている。主発電機やVVVFインバータは東芝トランスポートエンジニアリングと契約している北都電機（現・日鉄テックスエンジ）で検査されている。
なおJR貨物ではDF200形の老朽化に伴い、2027年（令和9年）9月より後継となるディーゼル機関車の導入を行う予定を明らかにしている。

### JR九州
大分鉄道事業部大分車両センターに配置されており、クルーズトレイン「ななつ星 in 九州」の牽引機として運用されている。